# Джхалавар (округ)
Джхалавар (англ. Jhalawar) — округ в индийском штате Раджастхан. Расположен на юго-востоке штата. Образован в 1947 году на месте одноименного туземного княжества. Разделён на 6 подокругов. Административный центр округа — город Джхалавар. Согласно всеиндийской переписи 2001 года население округа составляло 1 180 342 человека. Уровень грамотности взрослого населения составлял 57,98 %, что немного ниже среднеиндийского уровня (59,5 %).